# گویم (ممسنی)
گویم روستایی از توابع بخش مرکزی شهرستان ممسنی در استان فارس ایران است.

## جمعیت
این روستادر دهستان جوزار، منطقه پیراشکفت  قرار دارد و براساس سرشماری مرکز آمار ایران در سال ۱۴۰۳، جمعیت آن ۲۵۶ نفر (بیش از۷۰خانوار) بوده‌است.اىن روستا ىکى از محروم ترىن روستاها در کشور ازلحاظ امکانات است
هنوز مدرسه اى در این روستا ساخته نشده 
```
این روستا دارای طبیعت بکر و جاذبه های گردشگری فراوانی است که نیاز به توجه مسئولان و سرمایه گزاری دارد لازم به ذکر است طبق اطلاعات به دست آمده با پیگیری های دهیار روستا(محمد حسنی راد)طی سالهای ۱۳۹۹-۱۴۰۴بخشی از محرومیت ها در این روستا کاسته شده از جمله اتصال روستا به شبکه ی اینترنت 4g،گازرسانی به روستا و ساخت مدرسه در سال 1403
```